# Plundering van de Balearen (1558)

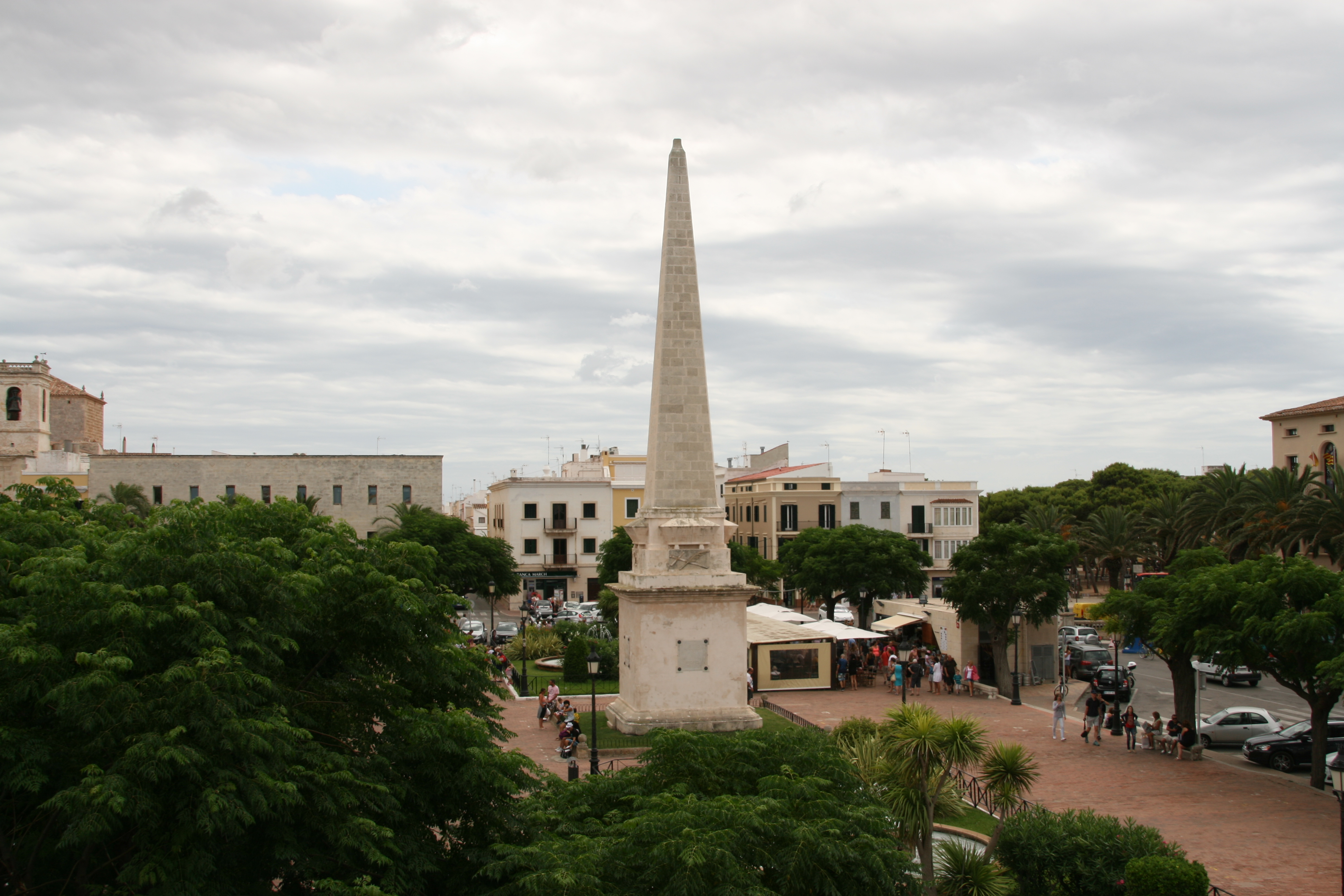
Obelisk in Ciutadella de Menorca ter herdenking van de Ottomaanse verwoesting

De plundering van de Balearen vond plaats in juli 1558. Het begon met het voornaamste event van de plunderingen: de verwoesting van Ciutadella (30 juni – 9 juli 1558), destijds de hoofdstad van Menorca, een van de Balearen. De overweldigers waren de Ottomaanse vloot onder leiding van Piyale Paça en Mustapha. Het Ottomaanse Rijk werd bestuurd door sultan Süleyman I en was verwikkeld via de Italiaanse Oorlog (1551-1559) in een strijd tegen het koninkrijk Spanje van de Habsburgers. Menorca behoorde tot Spanje bestuurd door koning Filips II.

## Verloop
De Ottomaanse vloot had in 1556 de Spaanse gebieden in Zuid-Italië, het koninkrijk Napels, geplunderd langsheen de kustlijn. Zij hadden er inwoners in slavernij afgevoerd. Vervolgens voer de vloot over Corsica naar Menorca om verder te plunderen. In juni 1558 kwamen zij aan aan de oostkust van Menorca, aan de haven van Mahon. Ze gingen de strijd niet aan met het fort Castillo de San Felipe doch voeren verder naar de westkant van Menorca. Daar lag de weinig beveiligde hoofdstad van Menorca: Ciutadella. 
De citadel van Ciutadella telde slechts veertig Castiliaanse soldaten. Op 30 juni 1558 verschenen daar 140 zeilschepen van de Ottomaanse vloot; ze zouden bemand geweest zijn met meer dan 15.000 Turken. Mossèn Bartolomé Arguimbau, commandant van Ciutadella, liet nog dorpelingen uit de buurt vorderen om de hoofdstad te komen verdedigen. De stad maakte zich onmiddellijk op voor de belegering. De Ottomaanse artillerie beschoot Ciutadella verschillende dagen na elkaar. Het magazijn met buskruit vloog de lucht in, zodat Ciutadella nog moeilijk te verdedigen was. Op 9 juli 1558 drongen de Ottomanen door bressen in de stadsmuren naar binnen. Het kwam tot een gevecht op het marktplein Plaza del Borne. Omwille van de Ottomaanse overmacht werd de stad snel veroverd. De plundering ging gepaard met brandschatting, verkrachting en andere wreedheden, die de Plundering van Mahon twintig jaar eerder, overtroffen volgens Spaanse kroniekschrijvers. Drieduizend inwoners, of tachtig procent van de stadsbevolking, werden afgevoerd als slaven naar de slavenhandel van Constantinopel. In Ciutadella bleef geen bewoonbaar huis meer over.
Nadien voer de Ottomaanse vloot naar Mallorca om daar kuststeden te beroven.

## Vrijkopen van slaven
Het bestuur van Menorca hield zich de jaren nadien bezig met het vrijkopen van inwoners van Ciutadella op de slavenmarkt. Koning Filips II schonk fiscale gunsten aan Menorca teneinde fondsen te verzamelen; deze fiscale gunsten hebben tien jaar bestaan. Daarnaast verleende paus Pius IV de toestemming dat de kerken in Spanje een bijzonder Jubeljaar organiseerden. Het jubeljaar leverde losgeld op om slaven vrij te kopen.

## Monument
De verwoesting van Ciutadella ging de Spaanse geschiedenis in als de desgracia de Ciutadella of de “schande van Ciutadella”. Het duurde tot ver in de 17e eeuw eer de stad een heropbouw kende.
Op de Plaza del Borne in Ciutadella verrees in 1857 een obelisk. Het herdenkt de heldenmoed van de inwoners tegenover de Ottomaanse overmacht in 1558. De obelisk is 22 m hoog. 